# 안녕 자두야 스페셜: 언더 더 씨
《안녕 자두야 스페셜: 언더 더 씨》은 2019년 공개된 대한민국의 애니메이션 영화이다. VOD를 통해서만 상영되었으며, 텔레비전 스페셜로 방송된 적 있었다.

## 성우진
- 여민정 - 자두 역
- 양정화 - 엄마 / 용왕 역
- 정유미 - 미미 / 돌돌 역
- 김현지 - 애기 / 조영 역
- 최준영 - 아빠 역
- 정혜옥 - 민지 역
- 김보영 - 딸기 역
- 김영은 - 윤석 역
- 정혜원 - 성훈 역
- 김새해 - 은희 역
- 소정환 - 무사교관 등 역
- 손수호 - 너구리 / 경찰 등 역
- 김지율 - 가오리 / 선장 등 역